# Операція «Зільберфукс»

Карта плану операції «Зільберфукс»

Опера́ція «Зі́льберфукс» (нім. Unternehmen Silberfuchs, операція «Чорнобурка»; фін. Hopeakettu) — спільна наступальна операція німецьких та фінських військ у Лапландії, на північному фланзі німецько-радянської війни. Тривала з 29 червня до 17 листопада 1941 року. Мета операції — захоплення Мурманська, стратегічно важливого радянського морського порту.
Операцію «Зільберфукс» планувалося провести у два етапи. На першому етапі в ході операції «Реннтір» німецькі гірські війська, що виділялися для проведення наступальної операції на Мурманськ, з території окупованої Норвегії мали захопити під свій контроль регіон Петсамо з його нікелевими шахтами. На другому етапі німецько-фінські війська, за задумом, мали завдати одночасно удари з двох напрямків: в операції «Платинфукс» на північному фланзі планувався наступ німецького гірського корпусу «Норвегія» безпосередньо на Мурманськ, а на південному фланзі за задумом операції «Полярфукс» силами німецького 36-го командування особливого призначення у взаємодії з частинами 3-го фінського корпусу планувалось захоплення міста Кандалакша з подальшим виходом на узбережжя Білого моря.
За результатами тривалого наступу німецько-фінському командуванню частково вдалося виконати поставлені задачі, проте запеклий опір військ Червоної армії зірвав стратегічний задум противника й до листопада 1941 року лінія фронту стабілізувалась. Бої місцевого значення точились на поодиноких напрямках до 1944 року.

## Історія

### Передумови
Громадянська війна в Росії закінчилась здобуттям Фінляндією незалежності, яку фінам довелось відстоювати у внутрішньому конфлікті та двічі від зазіхань більшовиків та їхніх поплічників у війнах 1918—1920 та 1921—1922 років. У перші повоєнні роки стосунки між переможним антикомуністичним урядом нової країни та Радянською Росією були надзвичайно напружені. Особливо вибухонебезпечним був стан справ на землях Карелії, де протистояння періодично переростало в бої місцевого значення. Протягом 1920-х — початку 1930-х років міждержавні відносини залишались холодними й тільки в 1932 році між СРСР та Фінляндією було підписано договір про ненапад на 10 років.
Після приходу до влади нацистів у Німеччині ситуація в регіоні погіршилась. Фінляндія всіляко намагалась уникнути втягування в збройний конфлікт, що назрівав у Європі. Своєю чергою, Радянський Союз прагнув не допустити можливого німецько-фінляндського альянсу, що нависав би над північними кордонами СРСР і, що найгірше, прямо загрожував Ленінграду. Тому радянська влада намагалася отримати від північного сусіда дозвіл, у разі загрози появи на території Фінляндії німецьких формувань, ввести свої війська. Переговори, що проходили тривалий час, не призвели до позитивного результату й ситуація поступово зайшла в глухий кут.
23 серпня 1939 року СРСР та нацистська Німеччина підписали пакт Молотова — Ріббентропа, який мав секретний протокол про поділ Європи на «сфери впливу». Фінляндія, яку Сталін вважав невіддільною частиною Російської імперії, потрапила до радянської сфери інтересів. За тиждень Гітлер розпочав агресію проти Польщі. В Європі почалась Друга світова війна. Дочекавшись сприятливого перебігу подій, Червона армія завдала нищівного удару в спину Другій Речі Посполитій і два диктаторські режими швидко знищили незалежну державу в центрі Європи, поділивши її між собою.
Під тиском СРСР три Балтійські держави — Естонія, Латвія та Литва — були вимушені підписати так званий Пакт про оборону та взаємну допомогу, яким дозволялося розміщення радянських збройних частин на їхніх територіях.
Сталін, який посмілішав на фоні початкового успіху у розбудові нової комуністичної імперії, висунув нові вимоги до незалежної Фінляндії, примушуючи її до поступок на свою користь і, врешті-решт, на перетворення фінських земель на чергову «радянську республіку».
Фінляндія, єдина з усіх колишніх провінцій Російської імперії, що здобула незалежність після Жовтневого перевороту, відкинула домагання радянських керівників і в листопаді 1939 року між країнами вибухнув кривавий конфлікт, який згодом отримав назву «Зимова війна». 105-денна війна призвела до поразки фінів, проте, попри колосальну перевагу СРСР у силах і засобах, порівняно невелика північна країна відстояла свою незалежність ціною втрати 11 % власної території та життя і здоров'я 66 тис. офіцерів і солдатів.
Але зазіхання СРСР на фінські землі на цьому не закінчились, і розчарований позицією західних союзників фінський уряд почав шукати допомогу сили, що могла б сприяти в протистоянні з більшовиками. Спроба утворити єдину скандинавську оборону із сусідніми країнами наштовхнулась на радянський та німецький опір, які доклали чимало зусиль, щоб зірвати цей рух. Незабаром Третій Рейх окупував Данію та Норвегію й, опинившись у безвиході, Фінляндія почала вживати кроки з налагодження стосунків із гітлерівською Німеччиною для поліпшення своїх позицій і посилення власної оборони.
Верховне командування Німеччини включило Фінляндію до плану «Барбаросса», та розраховувало на співучасть фінських збройних сил у війні, що планувалася проти Росії. Складова частина плану «Барбаросса» на найпівнічнішому фланзі вторгнення, що передбачав проведення наступу на другорядному стратегічному напрямку, отримала назву операція «Зільберфукс».

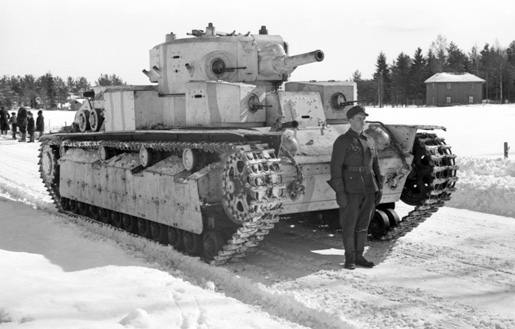
Захоплений фінами в ході Зимової війни радянський танк Т-28

### Планування
На початку грудня 1940 року німецьке командування ініціювало розробку плану вторгнення вермахту до Радянського Союзу. Начальник штабу армії «Норвегія» оберст Еріх Бушенгаген прибув до фінського військового командування та представив перший чорновий варіант плану із загальним задумом застосування німецьких і фінських військ у контексті всієї військової кампанії. А вже 18 грудня 1940 року Гітлер затвердив Директиву № 21, яка вводила в силу загальний задум плану «Барбаросса» з урахуванням завдань, що мали виконуватись фінськими союзниками Рейху.
У січні 1941 року штабом армії «Норвегія» під проводом її командувача генерала Ніколауса фон Фалькенгорста розроблено деталізований план військової операції.
Операцію «Зільберфукс» планувалося здійснити у два етапи. На першому етапі, який отримав назву операція «Реннтір», дві німецькі гірські дивізії гірського корпусу «Норвегія» під командуванням генерала гірсько-піхотних військ Е. Дітля, виділених для проведення наступальної операції на Мурманськ, мали висунутися з території окупованої Норвегії з району Кіркенеса та взяти під контроль регіон Петсамо з його нікелевими шахтами, що грали винятково важливу роль для економіки Третього Рейху.

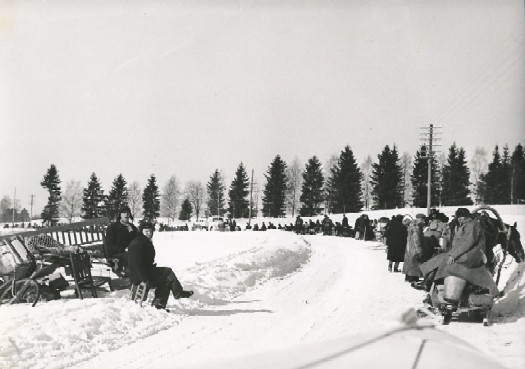
Евакуація мирного населення з Муолаа, з відторгнутої СРСР територій фінської Карелії вглиб країни. 1940

На другому етапі планувалося безпосереднє вторгнення об'єднаних німецько-фінських військ на територію СРСР. Наступ планувалося провести шляхом завдавання одночасних ударів із двох напрямків. На північному фланзі угруповання проводилась операція «Платинфукс», яка передбачала фронтальний наступ німецького корпусу «Норвегія» на Мурманськ — стратегічно важливий радянський морський порт, який не замерзав цілорічно. До того ж Мурманськ разом з Архангельськом були ключовими точками для доставляння військової допомоги західними союзниками СРСР.
Дві німецькі гірські дивізії, загальною чисельністю 27 500 вояків, за підтримки фінських прикордонників мали наступати з району Петсамо на Мурманськ та прилеглі до нього об'єкти. Додатково німецькі гірські єгері мали захопити півострів Рибальський.

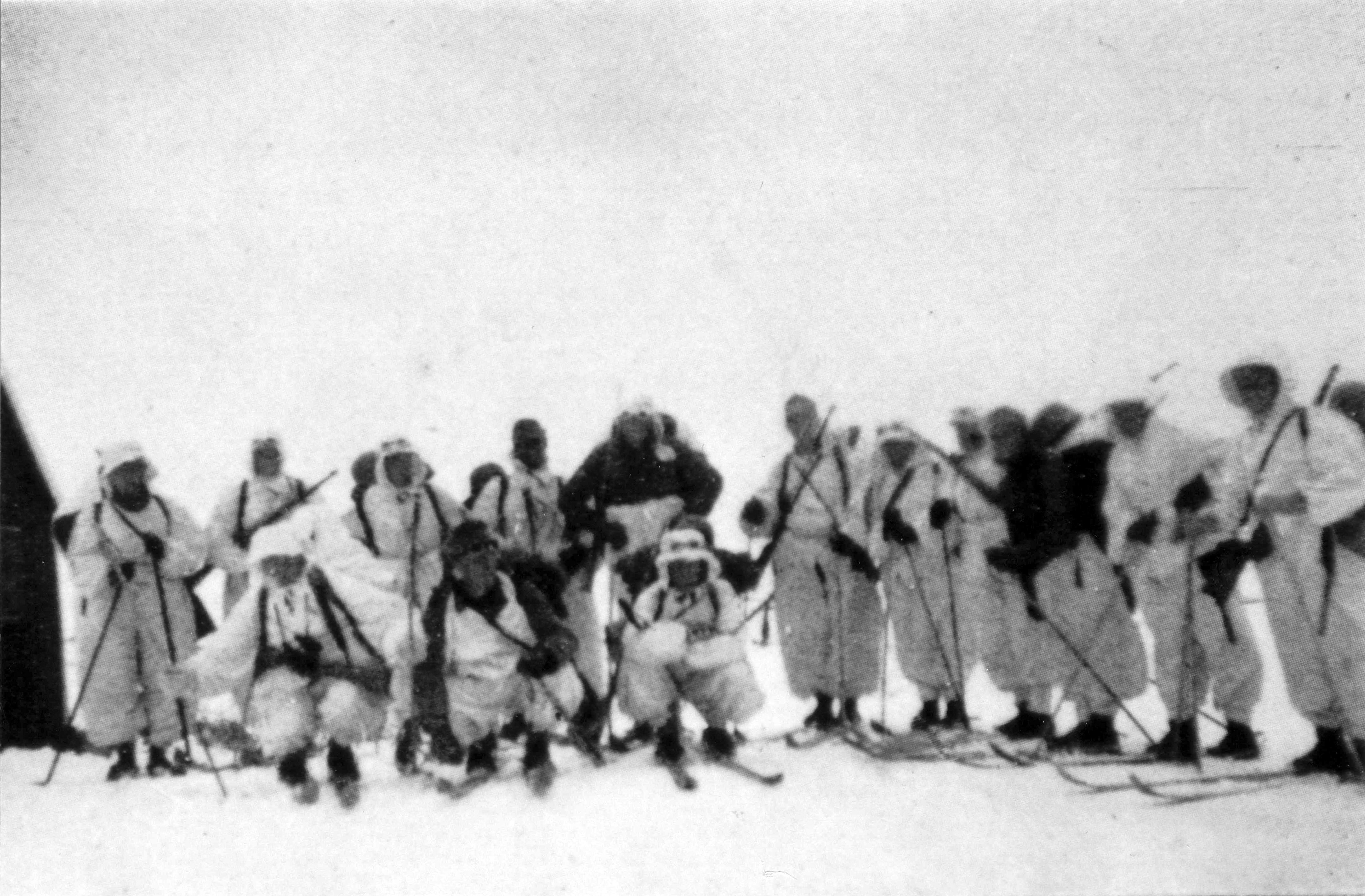
Група австрійських гірських стрільців 2-ї гірсько-піхотної дивізії

Одночасно на південному фланзі силами вторгнення проводилась операція «Полярфукс». Німецьке 36-те командування особливого призначення генерала Г. Файге у взаємодії з частинами III фінського корпусу генерал-лейтенанта Я. Сііласвуо планували наступ із метою захоплення міста Салла, передане СРСР за умовами Московської угоди. Надалі німецько-фінські сили мали просуватись у напрямку Кандалакші та перерізати стратегічно важливу Кіровську залізницю, що з'єднувала центральну Росію з Мурманськом.
Підтримку з повітря мали забезпечувати авіаційні формування 5-го флоту Люфтваффе, що базувалися на аеродромах Норвегії, та фінські повітряні сили. З початком підготовки до вторгнення частина штабу перемістилася на північ Фінляндії, де розгорнула передовий пункт управління авіацією. Для виконання завдань повітряної підтримки німецький флот виділяв 60 бойових літаків (Ju 87, Ju 88 та He 111), а фінські повітряні сили мали загалом близько 230 літальних апаратів різних типів.
Починаючи з кінця лютого 1941 року, німецькі частини розпочали передислокацію на територію Фінляндії. Німеччині вдалось забезпечити пересування військ залізницею нейтральної Швеції, у результаті чого 2-га генерал-лейтенанта Е. Шлеммера та 3-тя генерал-майора Г. Крейсінга гірсько-піхотні дивізії зосередились у визначених районах у готовності до проведення операції «Реннтір». Основні підрозділи 36-го командування особливого призначення здійснювали перегрупування морем у два етапи: операції «Блауфукс 1» та «Блауфукс 2». Війська завантажувались у Штеттіні та в Осло, звідки їх доставляли до фінського порту Оулу, і далі маршем до Рованіемі. З Рованіемі формування вермахту таємно пересувалися до радянсько-фінського кордону, де займали вихідне положення для наступу.

### Початок війни
За умовами переговорів між нацистською Німеччиною та Фінляндією фіни виставили суворі умови: вони не вступають у війну, доки радянські війська не атакують їх першими. 22 червня 1941 року німецький вермахт перейшов радянський кордон по всій лінії протистояння від Балтійського моря до Румунії; розпочалась німецько-радянська війна. На півночі німецькі літаки використовували фінські аеродроми для ведення розвідки, одночасно гірські єгері розпочали операцію «Реннтір», захопивши територію Петсамо поблизу фінсько-радянського кордону.

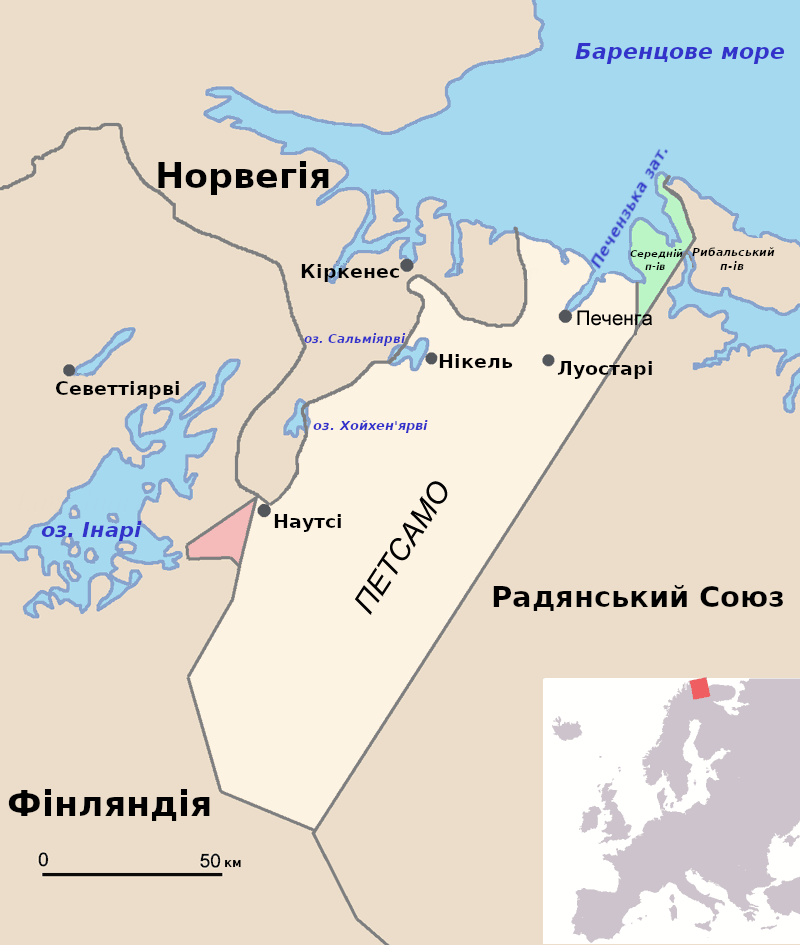
Регіон Петсамо
Відторгнута у Фінляндії за Московським мирним договором 1940 року частина півостровів Середній та Рибальський.
Регіон Петсамо, в якому мались радянські нікелеві шахти. У 1944 році перейшов до СРСР.
Регіон Яніскоскі-Ніскакоскі придбаний СРСР у 1947.

Разом з тим фінська влада ініціювала ремілітарізацію нейтральних Аландських островів. Гельсінкі продовжувало наполягати на своїй позиції невтручання в конфлікт та суворого дотримання нейтралітету. 22 червня на території Мурманської області оголошено воєнний стан та розпочалася масова мобілізація військ; близько 50 000 військовозобов'язаних призвано до лав Червоної армії та флоту. З добровольців та мобілізованих у Мурманську сформували 1-шу Полярну стрілецьку дивізію, а з матросів — бригаду морської піхоти. Цивільне населення масово залучалося до будівництва фортифікаційних споруд на чотирьох рубежах оборони між Західною Ліцою та Кольською затокою.
Зранку 25 червня 1941 року радянська авіація завдала масованих бомбових ударів по аеродромах, містах та селищах нейтральної Фінляндії. Бомбардуванню піддались Гельсінкі, Турку, Лахті. Усі удари завдавалися по південній та центральній частині країні. У північній частині, де реально зосереджувались війська вермахту, авіація Червоної армії не діяла. Пізнього вечора 25 числа на позачерговому засіданні фінського парламенту ухвалено рішення оголосити війну СРСР. Тепер операція «Зільберфукс» набула підґрунтя для початку.

### Хід операції

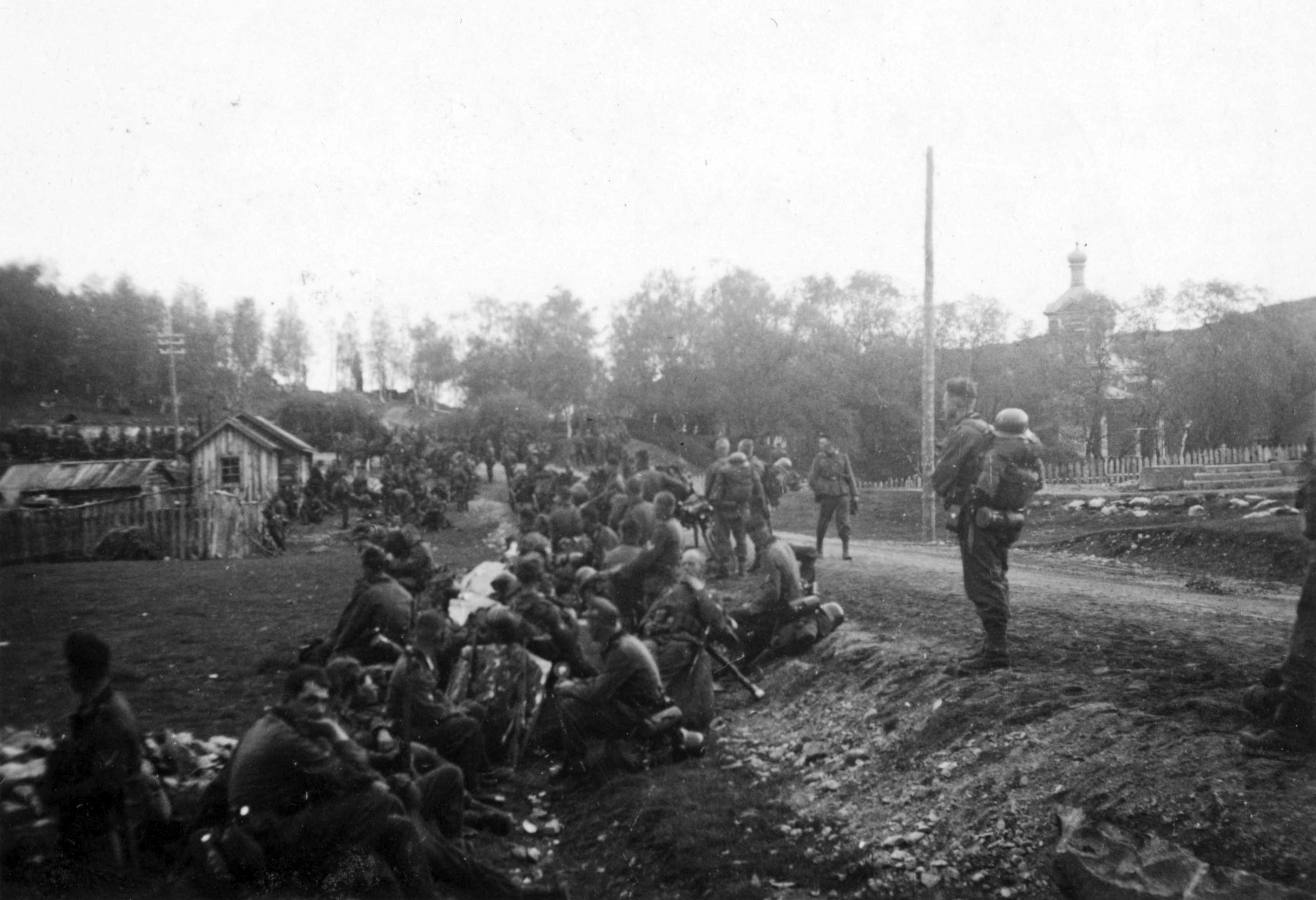
Німецькі гірські стрільці у н. п. Борисоглібський. Операція «Реннтір». 22 червня 1941 року

#### Операція «Реннтір»
22 червня німецький корпус «Норвегія», без будь-яких перешкод, провів операцію «Реннтір» (нім. «Rentier» — «Північний олень»), силами 2-ї гірсько-піхотної дивізії, яка зайняла позиції в районі Ліїнахамарі — Печенга, і 3-ї гірсько-піхотної дивізії, розосередженої південніше, аж до околиць Луостарі. Того ж дня підписаний наказ по армії «Норвегія», згідно з яким гірський корпус «Норвегія» мав розпочати наступ із переходом фінсько-радянського кордону 29 червня, фінський 3-й армійський корпус — 1 липня о 2:00, а 36-те командування особливого призначення — 1 липня о 16:00.
22 червня гірський корпус «Норвегія» у складі двох дивізій (кожна мала по два гірсько-піхотних полки і полк артилерії) завершив операцію «Реннтір» та зосередився на Арктичному шосе.

#### Операція «Платинфукс»
О 3-й годині ранку 29 червня 1941 року у ранковому тумані німецькі гірські стрільці за підтримки фінських прикордонників без попередньої авіаційної підготовки перетнули радянсько-фінський кордон та вступили на територію СРСР. Їм протистояли 14-та та 52-га стрілецькі дивізії 14-ї армії генерал-лейтенанта Фролова. Безпосередньо у смузі наступу німецьких гірських військ тримали оборону прикордонні частини, 23-й укріплений район і два полки 14-ї стрілецької дивізії, які почали розгортатися по кордону з 22 червня 1941 року. Першими в бої з противником вступили прикордонні війська НКВС.
Початок наступу для німців був оптимістичним. Практично не зустрічаючи опору, підрозділи 2-ї дивізії генерал-лейтенанта Е. Шлеммера захопили перешийок на півострові Рибальський. Водночас 3-тя гірська дивізія генерал-майора Г. Крейсінга пройшла лінію опорних пунктів радянських прикордонників, переправилась поромом через річку Титовку й вирушили на схід. Однак ближче до полудня німці з'ясували, що інформація про наявність польових доріг між долиною річки Титовка та Великою Західною Ліцею не відповідає дійсності. Зважаючи на те, що просування тундрою стало занадто ускладненим, командування ухвалило рішення перекинути 3-ю дивізію на Печенгу вслід за 2-ю.

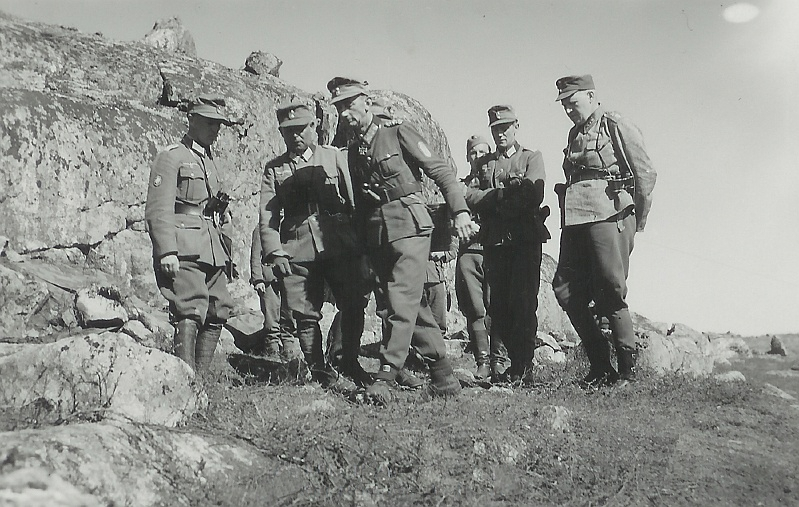
Командир гірського корпусу «Норвегія» генерал гірсько-піхотних військ Е. Дітль із фінськими офіцерами на фронті

Ефект раптового нападу був втрачений і незабаром німецькі війська зіткнулись з організованим опором підрозділів Червоної армії. Наразившись на запеклий спротив радянських військ на рубежах півострова Рибальський, гірська піхота Е. Дітля марно намагалась прорватися, і згодом перейшла до позиційної оборони. Частина сил 2-ї дивізії перейшла в підпорядкування 3-ї гірської дивізії, яка з боями просувалась до річки Західна Ліца, де спромоглась переправитися на протилежний берег та створити плацдарм.
На цьому рубежі радянські війська зупинили німецький наступ і подальші спроби вермахту прорватись далі на схід зазнали невдачі. Тим часом 6 та 7 липня Червона армія висадила морські десанти на березі Західної Ліци. Ці десанти, що захопили позиції на північному та південному берегах бухти Західна Ліца, змусили німців відмовитися від подальших спроб атакувати позиції 52-ї стрілецької дивізії й виділити батальйон для прикриття одного зі своїх флангів.

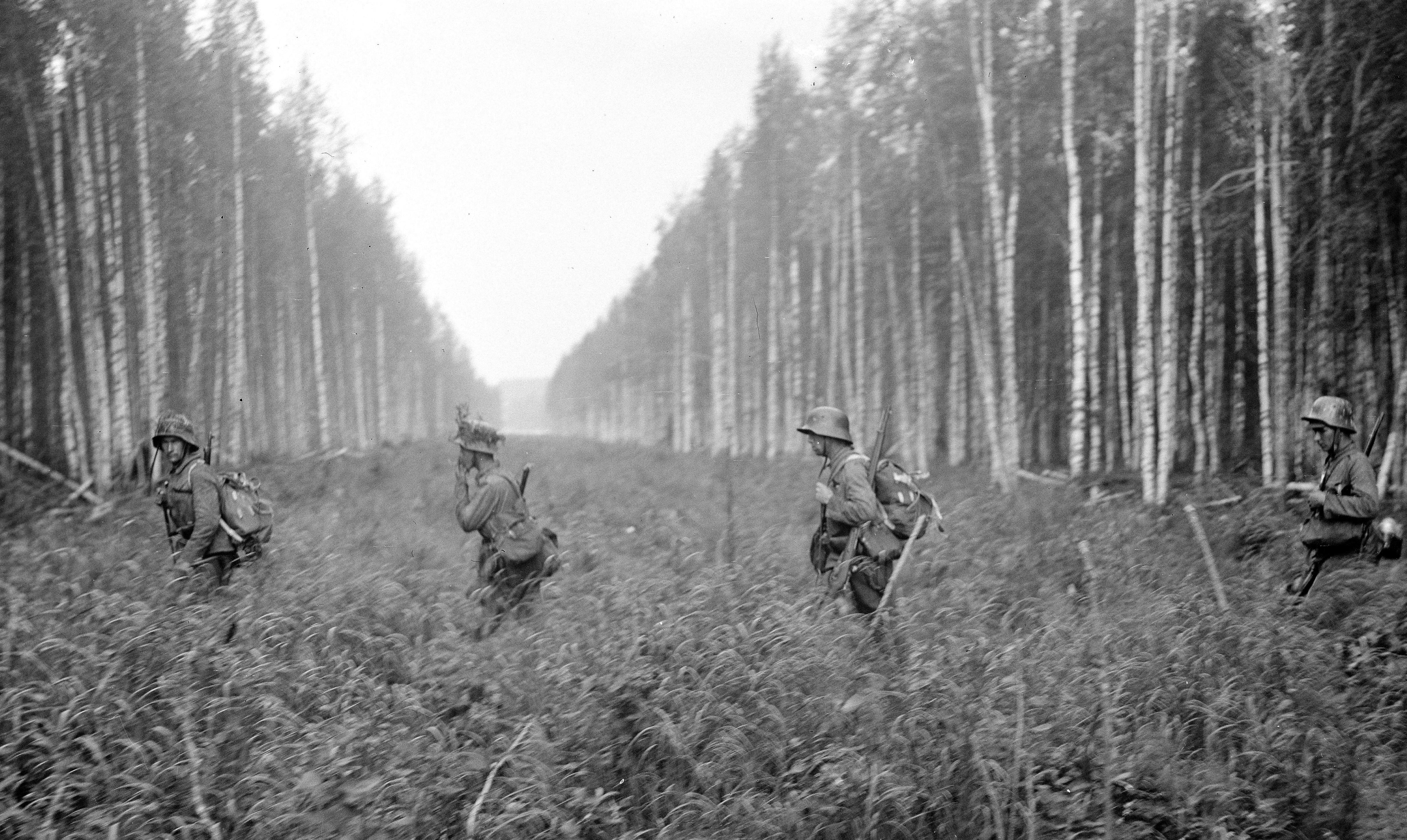
Фінські солдати перетинають кордон із Радянським Союзом. Літо 1941

Нагальна потреба забезпечити оборону Печенги, блокувати півострів Рибальський і одночасно захищати свій лівий фланг, котрий розтягнувся між Титовкою і Великою Західною Ліцою, виснажила сили корпусу Дітля. 7 липня ОКВ наказало армії «Норвегія» передати Дітлю деякі частини XXXVI командування і вивчити можливість використання фінських частин для посилення темпів наступу гірського корпусу «Норвегія».
На 10 липня Е. Дітль планував нову атаку противника, проте зв'язківець-мотоцикліст заблукав та потрапив разом із документами плану операції прямо в руки радянських солдатів. Командиру корпусу довелось скасувати цей задум. 13 липня все ж таки німецькі дивізії здійснили чергову спробу відновити наступ, намагаючись прорвати укріплення Червоної армії та прорватись далі на Мурманськ. Водночас досягнувши певного успіху, німці знову зав'язли в оборонній системі супротивника й зупинились.
14 липня сили радянського Північного флоту — 5 патрульних катерів, 3 сторожові кораблі, 3 тральники — висадили новий десант на західному березі губи Західна Ліца: 1350 бійців 325-го стрілецького полку 14-ї стрілецької дивізії та батальйон морської піхоти чисельністю 250 бійців. До загону прикриття входило 3 есмінці. Одночасно висадилася відволікальна розвідувальна група кількістю 50 бійців біля мису Пікшуєв. Радянський десант вів бої до кінця липня і тільки в перших числах серпня у зв'язку з нагальною потребою в продовольстві і боєприпасах, складнощами в евакуації поранених відійшов із боями на північно-західне узбережжя губи Велика Західна Ліца. Звідси 2 серпня кораблі Північного флоту переправили їх на східний берег до розташування радянських частин.
31 липня британська авіація вперше бомбила німецькі війська на фінській території в Петсамо. У нальоті брали участь палубні бомбардувальники з авіаносця «Ф'юрієс».
Таким чином, для німецьких гірських стрільців ситуація різко погіршилася і генерал Дітль знову був змушений віддати наказ про припинення наступу. Війська вермахту, практично не маючи резервів, перейшли до оборони на захопленому рубежі, утримуючи тоненьку смужку фронту поздовж Західної Ліци до півострова Рибальського, що простягалася на 57 км. Через складні умови місцевості вони не мали можливості надіслати підкріплення безпосередньо до лінії зіткнення. Командування звернулось особисто до Гітлера з проханням посилити свої війська на крайній Півночі, й, після вагань, фюрер дозволив розпочати передислокацію 6-ї гірської дивізії майбутнього генерал-фельдмаршала, а на той час оберста, Ф. Шернера з Греції до Норвегії.
Після переоцінки ситуації, що склалася, Гітлер дозволив надати корпусу Дітля ще два полки: 388-й піхотний та 9-й піхотний СС, аби відновити наступ німецьких військ.
Наприкінці серпня генерал Е. Дітль, реально оцінивши ситуацію, дійшов висновку, що найближчим часом підкріплення чекати марно. У північних водах Атлантики панували британські та радянські підводні човни, доставлення транспортними суднами поповнення коштуватиме занадто дорого, а тому, швидше за все, постачання припиниться, коли прийде арктичний холод. До того ж він мав великі сумніви, що наявних сил (разом із 6-ю гірсько-піхотною дивізією) буде досить для форсування Кольської затоки, виходу на східний берег і окупації Мурманська.
Тому, перегрупувавши свої наявні сили, німецький генерал спланував черговий наступ, зосередивши основні зусилля на прориві фронту зі своїх плацдармів, змінивши трохи початковий план. Головною ідеєю задуму визначався прорив оборонних позицій Червоної армії на флангах, просування поздовж трьох доріг та опанування панівних висот, з яких гірські стрільці могли надалі вийти в тил радянському угрупованню.
8 вересня німецькі війська утретє почали наступ і вже в другій половині дня обидві дивізії доповіли про успіх, досягнутий на обох флангах. Лівий фланг 2-ї гірсько-піхотної дивізії почав атаку з плацдарму, опанував висоту 173,7 і продовжив рух на південь. Одночасно правофланговий полк 3-ї гірсько-піхотної дивізії просунувся на два з половиною кілометри в бік озера Куйрк. Утім німецькі підрозділи наштовхнулись на запеклий опір радянських військ; формування 14-ї армії проводили одну контратаку за другою, не жаліючи ані сил, ані людей. Постійними діями війська Червоної армії вимотували противника і блокували будь-яку можливість подальшого просування вперед. 18 вересня Дітль і начальник штабу армії нарешті вирішили, що наступ гірського корпусу «Норвегія» потрібно зупинити. Сил у німців просто не залишилося.
У результаті військової операції, що тривала два з половиною місяці, гірський корпус «Норвегія» втратив загиблими та пораненими 10 290 чоловіків і просунувся приблизно на 24 кілометри від державного кордону вглиб території СРСР. Наприкінці кампанії Мурманськ, що був жаданою метою фюрера, лишався так само недосяжним, яким і був від початку. 22 вересня 1941 Гітлер підписав директиву ОКВ № 36, в якій йшлося про тимчасове припинення наступу гірського корпусу на Мурманськ. Операція «Платинфукс» провалилася.
Наприкінці жовтня радянські війська здійснили спробу вибити противника з плацдарму, зайнятого ним на східному березі річки Західна Ліца. У бій була введена щойно сформована 186-та дивізія. Однак німці відчайдушно чинили опір, і радянські війська, зазнавши значних втрат, змушені відійти на вихідні позиції. До листопада лінія фронту на мурманському напрямку стабілізувалася.

#### Операція «Полярфукс»
1 липня німці силами 36-го командування особливого призначення за підтримки 6-ї фінської піхотної дивізії армії «Норвегія» завдали другого удару у смузі 14-ї армії на кандалакському напрямку. Дії командування підтримували 2-га танкова рота 40-го танкового батальйону і 211-й танковий батальйон особливого призначення, в яких налічувалося близько 100 танків. Їм протистояли дві стрілецькі дивізії: 122-га та 104-та, а також щойно перекинута з-під Пскова 1-ша танкова дивізія Героя Радянського Союзу генерал-майора Баранова В. І..

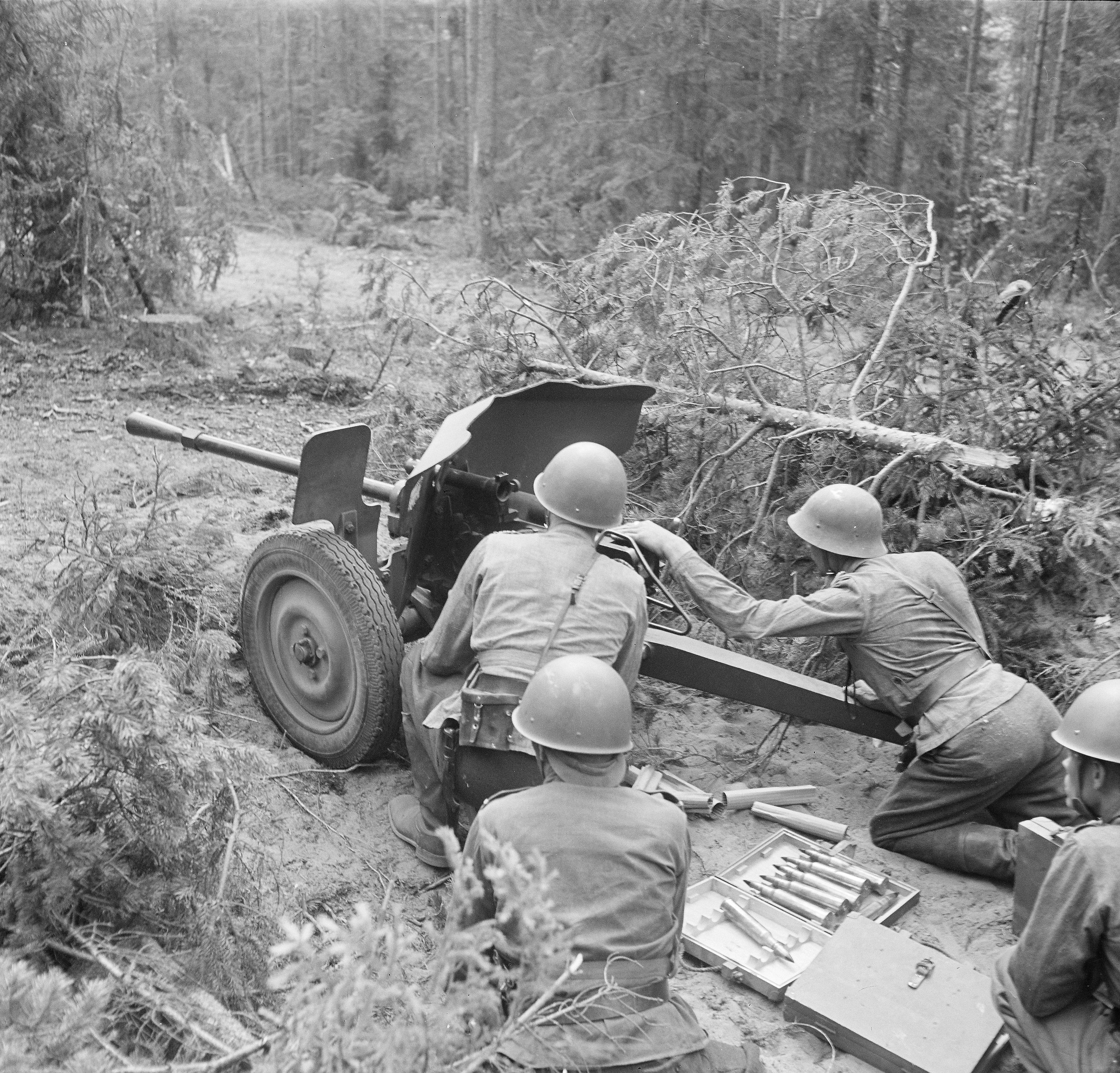
Фінські артилеристи ведуть вогонь із французької 25-мм протитанкової гармати SA-L. 25 липня 1941

Німці намагались прорватися фронтальним ударом на Саллу, у той час, як фінська 6-та дивізія мала намір широким обхідним маневром обійти радянські позиції з півдня та вийти до Алакуртті та Кайрали. Тим часом фінський III корпус, який займав позицію на правому фланзі армії «Норвегія», утримував 96-кілометровий фронт між Куусамо і Суомуссалмі.
У перші дні боїв німецько-фінські війська на цьому напрямку значного успіху не здобули. Вже 4 липня внаслідок проведення Червоною армією танкової контратаки есесівці бригади «Норд» у паніці втекли з поля бою, чим поставили під загрозу проведення всієї операції. Рішучими діями німецького командування вдалось відновити контроль над ситуацією.
6 липня 1941 року, форсувавши річку Куола, німецька 169-та піхотна дивізія зуміла увірватися до Салли зі сходу, але була швидко звідти вибита. 7 липня 1941 року атаки на Саллу тривали, і лише з відходом у ніч на 8 липня 1941 року радянської 122-ї стрілецької дивізії на південний схід у напрямку Лампели, Саллу опанували німецько-фінські війська. Бригада СС «Норд», отямившись після втечі, розпочала переслідування 122-ї дивізії, а 169-та дивізія висунулася на схід, щоб не дати організувати радянським військам оборону у Кайрали по лінії озер Ала, але не встигла — там уже окопалися два полки 104-ї стрілецької дивізії.

Карта операції «Полярфукс»

10 липня 1941 року атаки 169-ї піхотної дивізії були відбиті. Так само був відбитий наступ одного полку фінської 6-ї піхотної дивізії, який перерізав автомобільну дорогу і залізницю в 5 кілометрах східніше Кайрали. Тоді німецьке командування вирішило силами 169-ї піхотної дивізії за підтримки підрозділів фінської 6-ї піхотної дивізії оточити радянські війська в Кайрали. Однак дії командування 169-ї дивізії не відрізнялися високою активністю, німецькі солдати досить повільно просувалися вперед, зокрема через болотисту непрохідну місцевість та значний опір радянських військ. Уже до 21 липня 1941 року командир 36-го командування генерал-лейтенант Г. Файге доповів, що максимум, що можливо зробити, це захопити радянські укріплення в Кайрали, але подальше просування до Алакуртті буде неможливим. 24 липня 1941 року німецькі та фінські частини, потрапивши під контрудар радянських військ, які щойно отримали підкріплення, і зовсім визнали марними будь-які спроби вибити радянські війська з Кайрали, тому подальший наступ був припинений.
Німецько-фінські війська, просунувшись на відстань 21 кілометр, свої завдання не виконали. Німецьке командування воліло зосередити свої зусилля ще південніше, на напрямку Кестеньга — Лоухі, оскільки там порівняно швидко розвивався наступ військ фінського 3-го армійського корпусу.
14 липня 1941 року радянська 1-ша танкова дивізія була знята з позицій під Алакуртті й терміново перекинута під Ленінград, де утворилась загрозлива ситуація. Тим часом командування німецько-фінських військ здійснило перегрупування своїх військ та сконцентрувало в смузі 6-ї фінської піхотної дивізії майже всі наявні сили та артилерію і 19 серпня 1941 року розпочало наступ. Усупереч запеклому опору, 20 серпня 1941 німецько-фінські війська перерізали шосе і залізницю між озером Нурми і горою Нурми. До 22 серпня 1941 року частини 122-ї і 104-ї стрілецьких дивізій були майже оточені й почали вихід з оточення раніше невідомою для противника дорогою на північ від озера, одночасно ведучи важкі ар'єргардні бої за коридор.
27 серпня 1941 року підрозділ гірських стрільців СС прорвав радянські позиції поблизу Кайрали, остаточно оточив противника й розпочав переслідування частин Червоної армії. 122-га і 104-та стрілецькі дивізії, уникнувши потрапляння в кільце, почали маневрами виходити з-під ударів противника, але змушені були кинути напризволяще на позиціях все своє озброєння та техніку. Відступивши, радянські війська зайняли заздалегідь підготовлені позиції на околиці Алакуртті на плацдармі на річці Тумча. Аж до 30 серпня 1941 року лобові атаки німецьких і фінських частин не приносили успіху, і лише в цей день радянські війська змушені були залишити плацдарм і перебратися на східний берег річки. 1 вересня 1941 року радянські війська залишили і східну частину Алакуртті, відійшовши на рубіж річки Войти.
З 6 вересня 1941 року 169-та піхотна дивізія на півночі й 6-та піхотна дивізія на півдні почали штурм радянських позицій. За винятком одного полку 169-ї піхотної дивізії, який зумів із півночі вийти до підступів висоти біля озера Верхній Верман, інших успіхів нападники не досягли. Втім полк, який прорвався, зав'яз у боях за висоту і лише 10 вересня 1941 роки зумів її захопити.
Водночас радянські війська, постійно контратакуючи цей полк, трохи відійшли, перегрупувалися, і до 15 вересня 1941 року зайняли оборону на оборонному рубежі по річці Верман від озера Верхній Верман до озера Тольванд, ще зберігаючи за собою кілька плацдармів, і далі вже не пустили противника. Німецькі й фінські частини на цьому напрямку були абсолютно виснажені та зазнали великих втрат (так 169-та піхотна дивізія була визнана нездатною виконувати навіть оборонні завдання і, попри вказівки А. Гітлера про підготовку до наступу на Кандалакшу, в першій половині жовтня 1941 року німці припинили усі спроби продовжувати наступальні дії та перейшли до оборони).
III фінський армійський корпус, що діяв значно південніше, 1 липня розпочав наступ (силами групи «J») на Кестеньгу — Лоухі та частиною сил (силами групи «F») у напрямку Ухта — Кем. Обидві групи мали за мету прорвати радянську оборону та перерізати Кіровську залізницю.
Фінський наступ розвивався дуже швидко (з урахуванням природних умов). На кордоні крім прикордонників не було кому чинити опір. 5 липня 1941 року група «J» вийшла до Макарелі за 27 кілометрів на схід від кордону. 8 липня 1941 року стався перший більш-менш масштабний бій коло Тунгозера. 10 липня 1941 року фінські підрозділи підійшли до Тунгозера, 19 липня 1941 року вийшли на річку Соф'янга, подолавши 64 кілометри. Німецьке командування, натхненне темпами фінського наступу, до кінця липня 1941 року посилило групу «J» полком і артилерійським дивізіоном бригади СС «Норд».

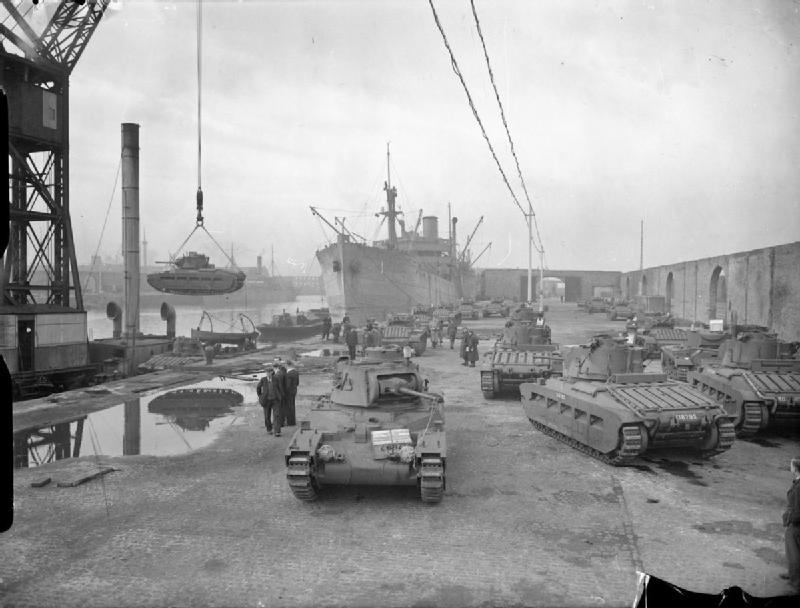
Завантаження британських танків «Матильда» II на транспортні судна в порту Ліверпуля для перевезення до порту Мурманськ. 17 жовтня 1941 року

7 серпня 1941 року радянські війська залишили Кестеньгу й фінсько-німецькі війська продовжили наступ далі на Лоухі. 15 серпня 1941 року передові частини фінських військ, що просувалися залізницею, в міжозерному дефіле між озерами Ялинове і Лебедєве, зустрілися з передовими частинами 88-ї стрілецької дивізії, спішно перекинутої з Архангельська. У міру прибуття частини 88-ї стрілецької дивізії, розгорталися та вводилися в бій. Протягом серпня — жовтня 1941 року радянські війська тіснили супротивника і до кінця жовтня 1941 року відкинули його підрозділи на рубіж між озерами Ярош-Ярві й Велике Лагі-Ярві в 13 кілометрах на схід від Кестеньги. Крім подальших малозначущих змін по лінії фронту і тут подальшого просування німецьких і фінських військ не сталося.

### Наслідки
Операція «Зільберфукс» не досягла визначених мет і єдина з усіх, розпочатих літом 1941 року в ході вторгнення до Радянського Союзу операцій, закінчилась безрезультатно. Хоча на основних напрямках наступальних дій німецькі та фінські війська здобули певний прогрес й просунулись вглиб радянської території, ані Мурманськ, ані Кіровська залізниця не були захоплені. Найбільшим успіхом їхніх військ на шляху до Мурманської дороги стало захоплення рубежів східніше Кестеньги, що знаходиться на відстані 30 км від стратегічно важливої залізниці. Гірський корпус генерала Е. Дітля взагалі не зміг здобути оперативного успіху й зав'яз у боях неподалік від кордону. Що не характерно для німецького командування, воно занадто переоцінило можливості своїх військ, особливо «есесівців», діяти в суворих арктичних умовах, навіть і влітку, а ще більше недооцінило потенціал формувань Червоної армії. Фінські війська діяли ефективніше й завдали більше клопоту радянському командуванню на кестеньзькому й ухтинському напрямках.
Провал операції «Зільберфукс» мав далекосяжні наслідки для подальшого перебігу подій на крайній Півночі Росії. Мурманськ разом з Архангельськом залишався надзвичайно важливим комунікаційним та транспортним вузлом для Червоної армії. Північний флот продовжував активно діяти, базуючись на військовій інфраструктурі поблизу Мурманська. Через ці порти йшла величезна допомога від західних союзників протягом усієї війни, а особливо після вступу США до Другої світової війни та започаткування програм ленд-лізу для Радянського Союзу. Через порти Півночі доставлялися стратегічно важливі матеріали, продовольство, екіпірування, паливо-мастильні матеріали, озброєння та військова техніка, зокрема 5218 танків, 7411 літаків, 4932 протитанкові гармати та 473 мільйонів одиниць боєприпасів прибуло через Мурманськ.

#### Англійською
- Ueberschär, Gerd R. (1998). Strategy and Policy in Northern Europe. У Boog, Horst та ін. (ред.). The Attack on the Soviet Union. Т. IV. Militärgeschichtliches Forschungsamt (Military History Research Office (Germany)). Oxford: Clarendon Press. с. 941—1020. ISBN 0-19-822886-4.
- Mann, Chris M.; Jörgensen, Christer (2002). Hitler's Arctic War. Hersham, UK: Ian Allan. ISBN 0-7110-2899-0.
- Nenye, Vesa; Munter, Peter; Wirtanen, Tony; Birks, Chris (2016). Finland at War: The Continuation and Lapland Wars 1941–45. Osprey. ISBN 1-4728-1526-2.

#### Російською
- Зимке Э. Ф. Часть вторая. Операции в Финляндии // Немецкая оккупация Северной Европы. 1940- 1945. Боевые операции третьего рейха. 1940-1945 гг = Ziemke, E. F. The German Northern Theater of Operations 1940-1945. — Washington D. C.: Department of the Army, 1959. — М. : Центрполиграф, 2005. — 432 с. — (За линией фронта. Мемуары) — 6000 прим. — ISBN 5-9524-2084-2. (рос.)
- Иноземцев И. Г. Крылатые защитники Севера. — М.: Воениздат, 1975. — 156 стр. (Серия 'Героическое прошлое нашей Родины').
- Солонин М. 25 июня. Глупость или агрессия? — М.:Яуза, 2008.  — 640 с. (Великая Отечественная: Неизвестная война). ISBN 978-5-699-25300-5.